# Jarra Central
Jarra Central ist einer von 35 Distrikten – der zweithöchsten Ebene der Verwaltungsgliederung – im westafrikanischen Staat Gambia. Es ist einer von sechs Distrikten in der Lower River Region.
Nach einer Berechnung von 2013 leben dort etwa 6511 Einwohner, das Ergebnis der letzten veröffentlichten Volkszählung von 2003 betrug 6494.
Der Name ist von Jarra abgeleitet, einem ehemaligen kleinen Reich.

## Ortschaften
Die zehn größten Orte sind:
- Japineh Marikoto, 1460
- Jalambereh, 906
- Japineh Tembeto, 550
- Buiba Mandinka, 504
- Badume, 453
- Jalambereh Korosima, 391
- Sitahuma, 261
- Diganteh, 255
- Sasita Touranka, 247
- Foroya, 226

## Bevölkerung
Nach einer Erhebung von 1993 (damalige Volkszählung) stellt die größte Bevölkerungsgruppe die der Mandinka mit einem Anteil von rund vier Zehnteln, gefolgt von den Fula und den Serahule. Die Verteilung im Detail: 38,2 % Mandinka, 33,0 % Fula, 0,3 % Wolof, 0,4 % Jola, 21,3 % Serahule, 0,9 % Serer, 0 % Aku, 5,6 % Manjago, 0 % Bambara und 0,3 % andere Ethnien.